# Polyommatus
Polyommatus is een geslacht van vlinders uit de familie Lycaenidae (kleine pages, vuurvlinders en blauwtjes). De mannetjes zijn aan de bovenzijde blauw, terwijl de vrouwtjes veelal bruin zijn.

## Soorten
- Polyommatus achaemenes Skala, 2002
- Polyommatus actinides (Staudinger, 1886)
- Polyommatus actis (Herrich-Schäffer, 1851)
- Polyommatus admetus (Esper, 1783) - Oostelijk esparcetteblauwtje
- Polyommatus aedon (Christoph, 1887)
- Polyommatus afghanica (Forster, 1973)
- Polyommatus afghanistana (Forster, 1972)
- Polyommatus ahmadi (Carbonell, 2001)
- Polyommatus alcestis (Zerny, 1932)
- Polyommatus alibalii (Carbonell, 2015)
- Polyommatus aloisi Bálint, 1987
- Polyommatus altivagans (Forster, 1956)
- Polyommatus amandus (Schneider, 1792) - Wikkeblauwtje
- Polyommatus amor (Lang, 1884)
- Polyommatus annamaria Bálint, 1992
- Polyommatus anthea Hemming, 1932
- Polyommatus anticarmon (Koçak, 1983)
- Polyommatus antidolus (Rebel, 1901)
- Polyommatus arasbarani (Carbonell & Naderi, 2000)
- Polyommatus ardschira (Brandt, 1938)
- Polyommatus ariana Moore, 1865
- Polyommatus aroaniensis (Brown, 1976) - Grieks esparcetteblauwtje
- Polyommatus artvinensis (Carbonell, 1997)
- Polyommatus aserbeidschanus (Forster, 1956)
- Polyommatus atlantica (Elwes, 1905) - Atlasturkooisblauwtje
- Polyommatus attalaensis Carbonell, Borie & Prins, 2004
- Polyommatus atys (Gerhard, 1851)
- Polyommatus avinovi (Shchetkin, 1980)
- Polyommatus baltazardi (De Lesse, 1963)
- Polyommatus barmifiruze (Carbonell, 2000)
- Polyommatus baytopi (De Lesse, 1959)
- Polyommatus bilgini (Dantchenko & Lukhtanov, 2002)
- Polyommatus bilucha (Moore, 1884)
- Polyommatus birunii Eckweiler & ten Hagen, 1998
- Polyommatus biton (Sulzer, 1776)
- Polyommatus bogra Evans, 1932
- Polyommatus boisduvalii (Herrich-Schäffer, 1844)
- Polyommatus bollandi Dumont, 1998
- Polyommatus buzulmavi Carbonell, 1991
- Polyommatus caeruleus (Staudinger, 1871)
- Polyommatus carmon (Herrich-Schäffer, 1851)
- Polyommatus carmonides Eckweiler, 1997
- Polyommatus caucasica (Lederer, 1870)
- Polyommatus celina (Austaut, 1879)
- Polyommatus charmeuxi (Pagés, 1994)
- Polyommatus chitralensis Swinhoe, 1910
- Polyommatus cilicius (Carbonell, 1998)
- Polyommatus ciloicus De Freina & Witt, 1983
- Polyommatus cornelia (Gerhard, 1851)
- Polyommatus dagestanica (Forster, 1960)
- Polyommatus dagmara (Grum-Grshimailo, 1888)
- Polyommatus dama (Staudinger, 1892)
- Polyommatus damocles (Herrich-Schäffer, 1844)
- Polyommatus damon (Denis & Schiffermüller, 1775) - Witstreepblauwtje
- Polyommatus damone (Eversmann, 1841)
- Polyommatus damonides (Staudinger, 1899)
- Polyommatus dantchenkoi (Lukhtanov & Wiemers, 2003)
- Polyommatus daphnis (Denis & Schiffermüller, 1775) - Getand blauwtje
- Polyommatus darius Eckweiler & Hagen, 1998
- Polyommatus deebi (Larsen, 1974)
- Polyommatus delessei Bálint, 1997
- Polyommatus demavendi (Pfeiffer, 1938)
- Polyommatus dizinensis (Schurian, 1982)
- Polyommatus dolus (Hübner, 1823) - Frans vachtblauwtje
- Polyommatus dorylas (Denis & Schiffermüller, 1775) - Turkooisblauwtje
- Polyommatus dux Riley, 1926
- Polyommatus eberti (Koçak, 1979)
- Polyommatus eckweileri Hagen, 1998
- Polyommatus ectabanensis (de Lesse, 1963)
- Polyommatus elbursicus (Forster, 1956)
- Polyommatus elena Stradomsky & Arzanov, 1999
- Polyommatus erigone (Grum-Grshimailo, 1890)
- Polyommatus eriwanensis (Forster, 1960)
- Polyommatus ernesti Eckweiler, 1989
- Polyommatus eroides Frivaldszky, 1835 - Bremblauwtje
- Polyommatus eros (Ochsenheimer, 1808) - Vlaggewikkeblauwtje
- Polyommatus erotides Staudinger, 1892
- Polyommatus erschoffi (Lederer, 1869)
- Polyommatus erzindjanensis (Carbonell, 2002)
- Polyommatus escheri (Hübner, 1823) - Groot tragantblauwtje
- Polyommatus eurypilos (Gerhard, 1851)
- Polyommatus evansi (Forster, 1956)
- Polyommatus everesti Riley, 1923
- Polyommatus fabiani Bálint, 1997
- Polyommatus fabressei (Oberthür, 1910) - Spaans esparcetteblauwtje
- Polyommatus faramarzii Skala, 2001
- Polyommatus feminionides (Eckweiler, 1987)
- Polyommatus firdussii (Forster, 1956)
- Polyommatus forresti Bálint, 1992
- Polyommatus forsteri (Pfeiffer, 1938)
- Polyommatus fraterluci Bálint, 1995
- Polyommatus frauvartianae Bálint, 1997
- Polyommatus fulgens (De Sagarra, 1925) - Catalaans vachtblauwtje
- Polyommatus galloi Balletto & Toso, 1979 - Calabrisch esparcetteblauwtje
- Polyommatus glaucias (Lederer, 1870)
- Polyommatus golgus (Hübner, 1813) - Nevadaturkooisblauwtje
- Polyommatus gorbunovi Dantchenko & Lukhtanov, 1994
- Polyommatus guezelmavi Olivier & al., 1999
- Polyommatus haigi (Dantchenko & Lukhtanov, 2002)
- Polyommatus hamadanensis (De Lesse, 1959)
- Polyommatus hopfferi (Herrich-Schäffer, 1851)
- Polyommatus huberti (Carbonell, 1993)
- Polyommatus humedasae (Toso & Balletto, 1976) - Aosta-esparcetteblauwtje
- Polyommatus hunza (Grum-Grshimailo, 1890)
- Polyommatus icadius (Grum-Grshimailo, 1890)
- Polyommatus icarus (Rottemburg, 1775) - Icarusblauwtje
- Polyommatus igisizilim Koçak & Kemal, 2001
- Polyommatus interjectus (de Lesse, 1960)
- Polyommatus iphicarmon Eckweiler & Rose, 1993
- Polyommatus iphidamon (Staudinger, 1899)
- Polyommatus iphigenia (Herrich-Schäffer, 1847) - Turks witstreepblauwtje
- Polyommatus iphigenides (Staudinger, 1886)
- Polyommatus isauricoides Graves, 1923
- Polyommatus ishkashimicus Shchetkin, 1986
- Polyommatus juldusa (Staudinger, 1886)
- Polyommatus juno Hemming, 1933
- Polyommatus kamtshadalis (Sheljuzhko, 1933)
- Polyommatus karacetinae (Lukhtanov & Dantchenko, 2002)
- Polyommatus karinda (Riley, 1921)
- Polyommatus kashani Eckweiler, 2013
- Polyommatus kashgharensis Moore, 1878
- Polyommatus kendevani (Forster, 1956)
- Polyommatus khorasanensis (Carbonell, 2001)
- Polyommatus khoshyeilagi (Blom, 1979)
- Polyommatus kirgisorum Lukhtanov & Dantchenko, 1994
- Polyommatus klausschuriani Hagen, 1999
- Polyommatus kurdistanicus (Forster, 1961)
- Polyommatus larseni (Carbonell, 1994)
- Polyommatus lori Eckweiler, 2013
- Polyommatus lukhtanovi (Dantchenko, 2004)
- Polyommatus lycius (Carbonell, 1996)
- Polyommatus magnifica (Grum-Grshimailo, 1885)
- Polyommatus maraschi (Forster, 1956)
- Polyommatus marcida (Lederer, 1870)
- Polyommatus masulensis ten Hagen & Schurian, 2000
- Polyommatus mediator Dantchenko & Churkin, 2003
- Polyommatus melanius (Staudinger, 1886)
- Polyommatus menalcas (Freyer, 1837)
- Polyommatus menelaos Brown, 1976 - Taygetosblauwtje
- Polyommatus meoticus Zhdanko & Stshurov, 1998
- Polyommatus merhaba de Prins, Poorten, Borie, van Oorschot, Riemis & Coenen, 1991
- Polyommatus mithridates Staudinger, 1878
- Polyommatus mofidi (De Lesse, 1963)
- Polyommatus morgani (Le Cerf, 1909)
- Polyommatus muellerae Eckweiler, 1997
- Polyommatus muetingi (Bálint, 1992)
- Polyommatus musa Koçak & Hosseinpour, 1996
- Polyommatus myrrha (Herrich-Schäffer, 1843)
- Polyommatus myrrhinus (Staudinger, 1901)
- Polyommatus nadira (Moore, 1884)
- Polyommatus neglectus Stradomsky & Arzanov, 1999
- Polyommatus nephohiptamenos (Brown & Coutsis, 1978) - Macedonisch esparcetteblauwtje
- Polyommatus ninae (Forster, 1956)
- Polyommatus nivescens Keferstein, 1851 - Parelmoerblauwtje
- Polyommatus nuksani (Forster, 1937)
- Polyommatus paulae Wiemers & de Prins, 2004
- Polyommatus peilei Bethune-Baker, 1921
- Polyommatus pfeifferi (Brandt, 1938)
- Polyommatus philippi (Brown & Coutsis, 1978) - Macedonisch bleek blauwtje
- Polyommatus phyllides (Staudinger, 1886)
- Polyommatus phyllis (Christoph, 1877)
- Polyommatus pierceae (Lukhtanov & Dantchenko, 2002)
- Polyommatus pierinoi Bálint, 1995
- Polyommatus polonus Zeller, 1845
- Polyommatus poseidon (Lederer, 1852)
- Polyommatus poseidonides (Staudinger, 1886)
- Polyommatus posthumus (Christoph, 1877)
- Polyommatus pseudactis (Forster, 1960)
- Polyommatus pseuderos Moore, 1879
- Polyommatus pseudorjabovi Lukhtanov, Dantchenko, Vishnevskaya & Saifitdinova, 2015
- Polyommatus pseudoxerxes (Forster, 1956)
- Polyommatus pulchella (Bernardi, 1951)
- Polyommatus putnami (Dantchenko & Lukhtanov, 2002)
- Polyommatus ripartii (Freyer, 1830) - Zuidelijk esparcetteblauwtje
- Polyommatus rjabovianus (Koçak, 1980)
- Polyommatus rovshani Dantchenko & Lukhtanov, 1994
- Polyommatus schuriani (Rose, 1978)
- Polyommatus sennanensis (De Lesse, 1959)
- Polyommatus sertavulensis (Koçak, 1979)
- Polyommatus shahrami Skala, 2001
- Polyommatus shahkuhensis (Lukhtanov, Shapoval & Dantchenko, 2008)
- Polyommatus shamil (Dantchenko, 2000)
- Polyommatus shirkuhensis Hagen & Eckweiler, 2001
- Polyommatus sigberti (Olivier, Poorten, Puplesiene & De Prins, 2000)
- Polyommatus stempfferi (Brandt, 1938)
- Polyommatus stigmatifera Courvoisier, 1903
- Polyommatus stoliczkanus (C. & R. Felder, 1865)
- Polyommatus surakovi Dantchenko & Lukhtanov, 1994
- Polyommatus sutleja (Moore, 1882)
- Polyommatus tankeri (De Lesse, 1960)
- Polyommatus tenhageni Schurian & Eckweiler, 1999
- Polyommatus theresiae Schurian, van Oorschot & Van den Brink, 1992
- Polyommatus thersites (Cantener, 1834) - Esparcetteblauwtje
- Polyommatus transcaspica (Staudinger, 1899)
- Polyommatus tshetverikovi Nekrutenko, 1977
- Polyommatus tsvetaevi Kurentzov, 1970
- Polyommatus turcicus (Koçak, 1977)
- Polyommatus turcicola (Koçak, 1977)
- Polyommatus urmiaensis Schurian & ten Hagen, 2003
- Polyommatus vanensis (De Lesse, 1957)
- Polyommatus valiabadi (Rose & Schurian, 1977)
- Polyommatus vaspurakani (Lukhtanov & Dantchenko, 2003)
- Polyommatus venus (Staudinger, 1886)
- Polyommatus violetae (Gómez Bustillo, Expósito Hermosa & Martínez Borrego, 1979) - Almijara esparcetteblauwtje
- Polyommatus virgilia (Oberthür, 1910) - Italiaans vachtblauwtje
- Polyommatus wagneri (Forster, 1956)
- Polyommatus yurinekrutenko (Koçak, 1996)
- Polyommatus zapvadi (Carbonell, 1993)
- Polyommatus zarathustra Eckweiler, 1997
- Polyommatus zardensis Schurian & Hagen, 2001

### Status onduidelijk
- Polyommatus abdon E. & U. Aistleitner, 1994
- Polyommatus adulterinus Heydemann, 1955
- Polyommatus eleniae Coutsis & De Prins, 2005 - Falakron esparcetteblauwtje
- Polyommatus exuberans (Verity, 1926) - Susa esparcetteblauwtje
- Polyommatus orphicus Kolev, 2005 - Rhodopen esparcetteblauwtje
- Polyommatus teysmanni Weyenbergh, 1874

### Taxa uit hetondergeslachtAgrodiaetusmet onduidelijke status
- Polyommatus (Agrodiaetus) ansonia
- Polyommatus (Agrodiaetus) ausonia
- Polyommatus (Agrodiaetus) beureti
- Polyommatus (Agrodiaetus) cespica
- Polyommatus (Agrodiaetus) nestica
- Polyommatus (Agrodiaetus) persica
- Polyommatus (Agrodiaetus) pseudadmerus
- Polyommatus (Agrodiaetus) pyrenaica
- Polyommatus (Agrodiaetus) sajanensis
- Polyommatus (Agrodiaetus) sinensis
- Polyommatus (Agrodiaetus) tekkensis
- Polyommatus (Agrodiaetus) turanensis
- Polyommatus (Agrodiaetus) ultramarina
- Polyommatus (Agrodiaetus) violetapunctata